# Lijst van nummer 1-hits in de Radio 2 Top 30 in 1983
Deze hits stonden in 1983 op nummer 1 in de BRT Top 30, de voorloper van de huidige Vlaamse Radio 2 Top 30.
| Nummer | Datum        | Artiest                       | Titel                                         |
| ------ | ------------ | ----------------------------- | --------------------------------------------- |
| 243    | 1 januari    | Eddy Grant                    | I Don't Wanna Dance                           |
| 244    | 8 januari    | Phil Collins                  | You Can't Hurry Love                          |
|        | 15 januari   | Phil Collins                  | You Can't Hurry Love                          |
|        | 22 januari   | Phil Collins                  | You Can't Hurry Love                          |
| 245    | 29 januari   | Renée & Renato                | Save Your Love                                |
|        | 5 februari   | Renée & Renato                | Save Your Love                                |
|        | 12 februari  | Renée & Renato                | Save Your Love                                |
|        | 19 februari  | Renée & Renato                | Save Your Love                                |
| 246    | 26 februari  | Billy Joel                    | Goodnight Saigon                              |
|        | 5 maart      | Billy Joel                    | Goodnight Saigon                              |
| 247    | 12 maart     | Michael Jackson               | Billie Jean                                   |
| 248    | 19 maart     | Indeep                        | Last Night a D.J. Saved My Life               |
| 249    | 26 maart     | Irene Cara                    | Fame                                          |
|        | 2 april      | Irene Cara                    | Fame                                          |
| 250    | 9 april      | Nena                          | 99 Luftballons                                |
|        | 16 april     | Nena                          | 99 Luftballons                                |
|        | 23 april     | Nena                          | 99 Luftballons                                |
|        | 30 april     | Nena                          | 99 Luftballons                                |
| 251    | 7 mei        | David Bowie                   | Let's Dance                                   |
|        | 14 mei       | David Bowie                   | Let's Dance                                   |
| 252    | 21 mei       | Michael Jackson               | Beat It                                       |
|        | 28 mei       | Michael Jackson               | Beat It                                       |
|        | 4 juni       | Michael Jackson               | Beat It                                       |
| 253    | 11 juni      | The Shorts                    | Comment ça va                                 |
|        | 18 juni      | The Shorts                    | Comment ça va                                 |
|        | 25 juni      | The Shorts                    | Comment ça va                                 |
|        | 2 juli       | The Shorts                    | Comment ça va                                 |
|        | 9 juli       | The Shorts                    | Comment ça va                                 |
| 254    | 16 juli      | Rod Stewart                   | Baby Jane                                     |
| 255    | 23 juli      | Audrey Landers                | Manuel Goodbye                                |
| 256    | 30 juli      | Stars on 45                   | Stars on 45 Proudly Presents The Star Sisters |
| 257    | 6 augustus   | Mike Oldfield & Maggie Reilly | Moonlight Shadow                              |
|        | 13 augustus  | Mike Oldfield & Maggie Reilly | Moonlight Shadow                              |
|        | 20 augustus  | Mike Oldfield & Maggie Reilly | Moonlight Shadow                              |
|        | 27 augustus  | Mike Oldfield & Maggie Reilly | Moonlight Shadow                              |
| 258    | 3 september  | Agnetha Fältskog              | Wrap Your Arms Around Me                      |
|        | 10 september | Agnetha Fältskog              | Wrap Your Arms Around Me                      |
| 259    | 17 september | Ryan Paris                    | Dolce vita                                    |
|        | 24 september | Ryan Paris                    | Dolce vita                                    |
|        | 1 oktober    | Ryan Paris                    | Dolce vita                                    |
| 260    | 8 oktober    | DÖF (Tauchen Prokopetz)       | Codo ... düse im Sauseschritt                 |
|        | 15 oktober   | DÖF (Tauchen Prokopetz)       | Codo ... düse im Sauseschritt                 |
|        | 22 oktober   | DÖF (Tauchen Prokopetz)       | Codo ... düse im Sauseschritt                 |
| 261    | 29 oktober   | Culture Club                  | Karma Chameleon                               |
|        | 5 november   | Culture Club                  | Karma Chameleon                               |
|        | 12 november  | Culture Club                  | Karma Chameleon                               |
|        | 19 november  | Culture Club                  | Karma Chameleon                               |
| 262    | 26 november  | Lionel Richie                 | All Night Long (All Night)                    |
|        | 3 december   | Lionel Richie                 | All Night Long (All Night)                    |
| 263    | 10 december  | Paul Young                    | Come Back and Stay                            |
| 264    | 17 december  | The Rock Steady Crew          | (Hey You) The Rock Steady Crew                |
| 263    | 24 december  | Paul Young                    | Come Back and Stay                            |
| 265    | 31 december  | Fun Fun                       | Happy Station                                 |